# Rapoltu Mare
Rapoltu Mare é uma comuna romena localizada no distrito de Hunedoara, na região histórica da Transilvânia. A comuna possui uma área de  km² e sua população era de 1913 habitantes segundo o censo de 2007.